# تلقيح حشري

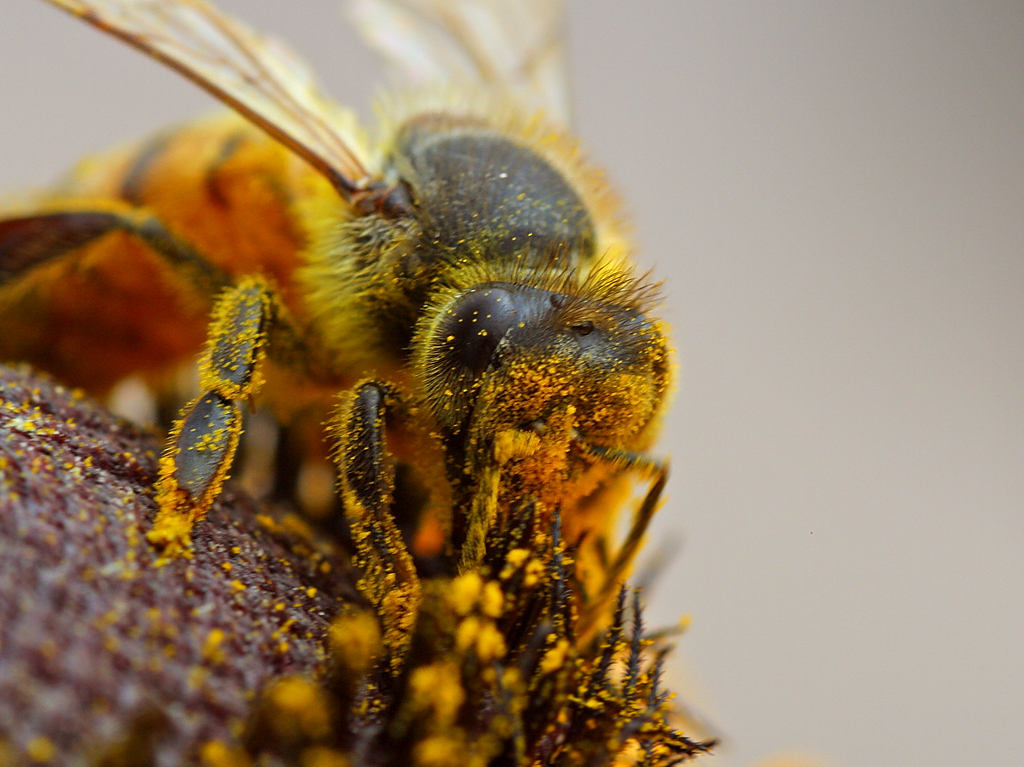
صورة عن قرب لنحلة تلقح زهرة

التلقيح الحشري أو أليف الحشرات أو حشري التلقيح أو إلف الحشرات هو شكل من أشكال التلقيح حيث يتم نقل حبوب اللقاح أو البَوغ بواسطة الحشرات. ويذكر أن العديد من الحشرات هي المسؤولة عن تلقيح (محتمل أو فعلي) العديد من فصائل النباتات، وبالأخص النحل وقشريات الجناح (مثل الفراشات والعثة) والدبور وذوات الجناحين والنمل والخنافس. وبعض من فصائل النبات تتشارك في التطور مع مُلقِّح معين، كالعديد من فصائل السحلبية. وعلى الجانب الآخر، هناك فصائل نباتية عامة، تزورها و/أو تلقحها مجموعات عدة من الحشرات. وتقوم الفصائل النباتية حشرية التلقيح في كثير من الأحيان بتطوير آلياتها لتكون أكثر جاذبية للحشرات، مثل وجود أزهار زاهية اللون أو فواحة العطر أو رحيق أو أشكال وأنماط جذابة. وتكون حبوب لقاح النباتات حشرية التلقيح أكبر عادة من تلك الدقيقة الخاصة بالنباتات التي تلقح بالرياح. كما تتمتع بقيمة غذائية كبيرة للحشرات، فتستخدمها كغذاء وتقوم بنقلها عن غير عمد إلى الزهور الأخرى.
وهذه الكلمة مشتقة اصطناعيًا من اليونانية: entomo-/εντομο-  «أي قطع في أجزاء أو محفور/مقسم»، وبالتالي جاءت كلمة «الحشرات»؛ وphily من φίλη، «أي المحبوب».
تشمل الفصائل حشرية التلقيح زهرة الشمس والسحلبية والسيكاد.

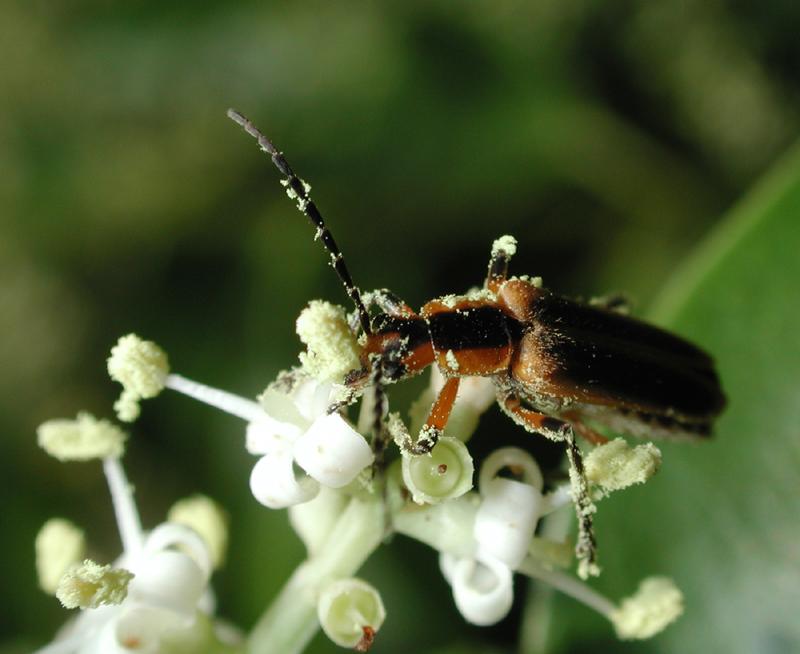
خنفس جندي مغطى بحبوب اللقاح